# Ämari
Pour les articles homonymes, voir Amari (homonymie).
Ämari est un petit bourg de la commune de Vasalemma du comté de Harju en Estonie .
Au 31 décembre 2011, il compte 542 habitants.